# Édith Fuchs
Édith Fuchs, née le 9 mars 1940 à Amiens et morte le 8 novembre 2022 à Paris, est une philosophe française spécialiste de la pensée allemande. Elle a proposé la notion d'« idéologie philosophique » pour étudier les productions intellectuelles ayant contribué au triomphe du nazisme et à la mise en œuvre à la Shoah et dont l'aura persiste au sein de la pensée contemporaine.
Elle a également consacré une partie importante de son travail à la réfutation des contestations des droits de l'homme et s'est livrée, à l'instar de Francis Wolff, à une vigoureuse défense de l'universalisme. Enfin, elle a fourni, dans la lignée de Mireille Delmas-Marty, une analyse rigoureuse des catégories du droit pénal international.

## Biographie
Édith Fuchs est née le 9 mars 1940 à Amiens et morte le 8 novembre 2022 à Paris. C'est une rescapée. Normalienne et agrégée de philosophie, elle a été professeur en classes préparatoires. Avant de terminer sa carrière au lycée Claude Monet à Paris, elle a enseigné aux écoles normales d'Amiens et des Batignolles, aux lycées de Rethel et de Gaillac, un an à Toulouse puis en classes préparatoires à Antony et Saint-Germain-en-Laye. Elle a conjointement été maîtresse de conférence à l'IEP de Paris pendant 7 ans. Elle s'est consacrée, à partir des années 2000, à un retour sur son histoire et sur l'ensemble des questions liées à la destruction des juifs d'Europe selon ce qu'elle considérait comme un « devoir de piété ».

## Travaux
Édith Fuchs s’est plus particulièrement consacrée à l’étude des racines intellectuelles et morales du nazisme dans la pensée allemande, notamment dans l’œuvre de Friedrich Nietzsche et de Oswald Spengler et à la persistance dans ce courant dans la pensée de Martin Heidegger et Hannah Arendt, objet dorénavant d'une forme d'adulation.
Elle a activement participé à la discussion autour de l'expression « banalité du mal » et insisté sur l’étude du contenu des formations idéologiques et notamment de Mein Kampf. Elle commente des extraits de ce dernier ouvrage, soutenant qu'il mobilise une « rhétorique recyclée » et qu'il est un « instrument contre l'esprit des Lumières ».
Le 21 janvier 2017, elle intervient à la suite d'une conférence d'Elhanan Yakira sur la philosophie de Spinoza et son rapport à la religion. Elle publie dans le même temps sa traduction de l'ouvrage Spinoza : La cause de la philosophie, écrit par Elhanan Yakira.
En octobre 2017 paraît le numéro 207 de la Revue d'histoire de la Shoah, coordonné par Édith Fuchs, sur le thème « Des philosophes face à la Shoah ».
En 2021, elle a republié une présentation raisonnée et analytique du Mein Kampf d'Hitler avec traduction d'extraits significatifs publiée en 1933 par Charles Appuhn.
Elle s’est intéressée au rôle de l’écriture littéraire et de la philosophie dans l’appréhension de la Shoah.
Elle a, en réponse, livré enfin une défense de l’humanisme à travers une défense des Humanités et du rôle crucial de l’Instruction publique, et de la défense et de l'explicitation des fondements universels du droit international  pour la prévention des génocides et des crimes contre l’humanité.

## Distinction
- Prix Osiris 2011 de l'Académie des sciences morales et politiques de l’Institut de France présidée alors par Jean Baechler pour son livre Entre chiens et loups[22].

## Publications
- Édith Fuchs (préf. Bernard Bourgeois), Entre chiens et loups : Dérives politiques dans la pensée allemande du XXe siècle, Paris, Éditions du Félin, 539 p. (ISBN 9782866457112).
- Édith Fuchs, « Entre témoignage et histoire : Saint-Denis-lès-Sens, 1940-1942 », Revue d'Histoire de la Shoah, vol. 2, no 199,‎ 2013, p. 445-456 (ISSN 2111-885X, e-ISSN 2553-6141, lire en ligne, consulté le 18 avril 2025).
- Édith Fuchs (préf. Emmanuel Faye), Écritures d'Auschwitz : Défiguration et transfiguration de l'histoire, Paris, Delga, 2014, 252 p. (ISBN 9782915854626).
- Édith Fuchs, L'humanité et ses droits, Paris, Kimé, 2020, 160 p. (ISBN 9782841749799).
- Édith Fuchs, « Des philosophes face à la Shoah », L'Enseignement philosophique, vol. 3, no 68,‎ 2018, p. 49-54 (ISSN 0986-1653, e-ISSN 2801-216X, lire en ligne, consulté le 18 avril 2025).

Préface et traduction
- Charles Appuhn (préf. Édith Fuchs), Hitler par lui-même, Paris, Kimé, coll. « Philosophie en cours », 2021 (1re éd. 1933), 162 p. (ISBN 9782380720075).
- Elhanan Yakira (trad. Édith Fuchs), Spinoza : La cause de la philosophie, Paris, Vrin, coll. « Bibliothèque d'histoire de la philosophie », 2017, 376 p. (ISBN 9782711627318).